# Giovanni Boccardi
Giovanni Boccardi (også kendt som Maestro Giovanni; d.1542) var en italiensk miniaturemaler som levede i Firenze. I perioden 1507-1523 illustrerede han og hans søn, Francesco, kirkebøgerne ved Monte Cassino og Perugia.